# Detlev von Bülow (Forstbeamter)
Detlev Ludwig Friedrich von Bülow, ab 1881 Graf von Bülow  (* 21. April 1793 in Lübeck; † 26. Februar 1882 in Kühren) war ein deutscher Forstbeamter und Gutsbesitzer.

## Leben
Detlev von Bülow stammte aus der Linie Wehningen, Zweig Gudow-Kühren-Gorow, des weit verzweigten mecklenburgischen Uradelsgeschlechts von Bülow. Er war der älteste Sohn des Lübecker Domherrn Hans Caspar von Bülow und dessen zweiter Frau Wilhelmine, geborene von Schulte (1786–1813).
Er besuchte die Ritterakademie in Lüneburg und begann ein Studium der Rechtswissenschaften an der Universität Kiel. Die ihm von Herzog Peter von Oldenburg in Aussicht gestellte Anstellung im oldenburgischen Staatsdienst zerschlug sich durch die Besetzung Oldenburgs durch napoleonische Truppen. Bülow wechselte ins Forstfach und studierte unter Anleitung bedeutender Forstleute wie Philipp Christian Friedrich Bodecker und Friedrich von Graevenitz.
1811 wurde er vom Herzog Friedrich Franz I. von Mecklenburg-Schwerin zum Kammerjunker und 1813 zum Jagdjunker ernannt. Im selben Jahr trat er in den Befreiungskriegen als freiwilliger Jäger zu Fuß in das Mecklenburgische Regiment ein. Er stieg bald zum Oberjäger, dann zum Auditeur mit Leutnantsrang auf und wurde in das Hauptquartier des Generals Ludwig von Wallmoden-Gimborn abkommandiert. Einige Monate später wurde er Bataillonsadjutant. Nach der Schlacht bei Sehestedt am 10. Dezember 1813 erfolgte die Beförderung zum Premierleutnant, von Bülow wurde Adjutant von Oberst Friedrich August Bernhard Graf von der Osten-Sacken auf Bellin (1780–1861), dem Kommandeur der Mecklenburgischen Freiwilligen Jäger.  Für seinen Einsatz beim Gefecht von Retschow am 28. August 1813 erhielt er die mecklenburgische Goldene Militär-Verdienstmedaille für 1813/1815.
Im Herbst 1814 wurde er demobilisiert und trat seinen Dienst als Kammer- und Jagdjunker in Ludwigslust an. 1817 ernannte ihn der dänische König Friedrich VI. zum Kammerherrn, verbunden mit der Aufforderung, in dänische Dienste zu treten. Detlev von Bülow lehnte dies ab. Er blieb im mecklenburgischen Dienst, auch als er 1818 nach dem Tod seines Vaters die Adeligen Güter Kühren und Wilhelminenhof in Holstein erbte. 1820 wurde er zum Forstmeister befördert, 1821 Assessor des großherzoglichen Forst-Kollegiums, 1822 Oberforstmeister, 1823 wirklicher Forstrat, 1830 mecklenburgischer Kammerherr, 1833 Oberforstrat, 1837 Ober-Landforstmeister und 1847 wirklicher Oberjägermeister. 1840 schickte ihn der Großherzog als außerordentlichen Gesandten an den Dänischen Hof zur Beglückwünschung des Königs Christian VIII. bei dessen Thronbesteigung. Am 19. April 1851 erhielt er nach wiederholtem Ansuchen seine Entlassung mit Pension. Großherzog Friedrich Franz II. verlieh ihm dazu das Prädikat Exzellenz und ernannte ihn zum Oberkammerherrn.

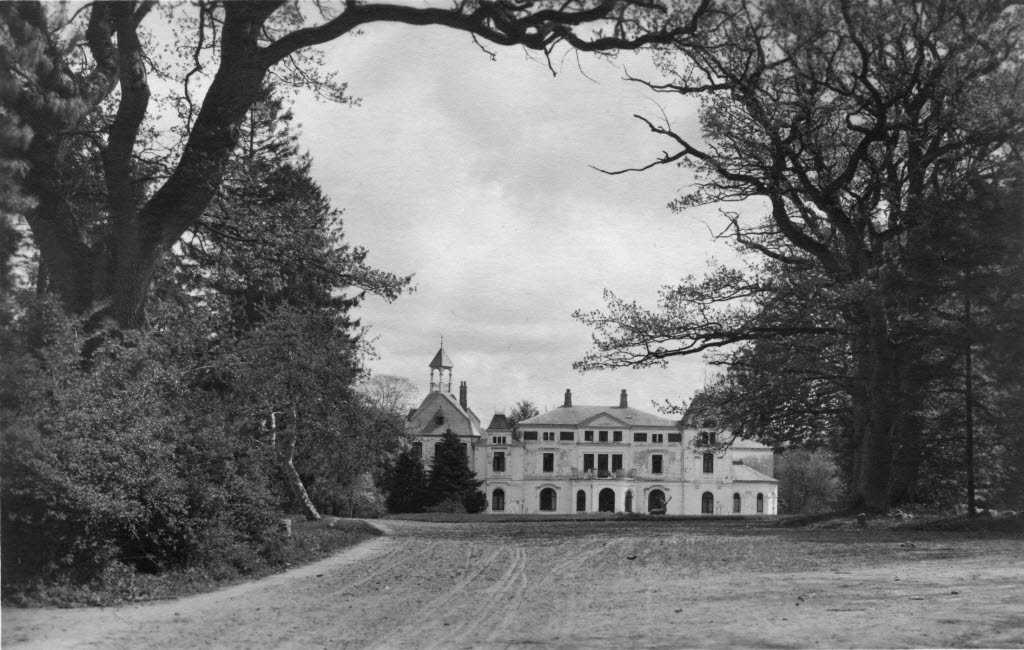
Herrenhaus Kühren (um 1920)

Seit seiner Verabschiedung lebte er auf Kühren, wo er das Gutshaus erneuerte und eine Familien-Grab-Kapelle erbaute. Das Kührener Herrenhaus wurde Mitte des 20. Jahrhunderts abgerissen und 1996 durch ein neues ersetzt. Nach dem Tod von Friedrich Franz von Bülow übernahm er für neun Jahre die Vormundschaft der Geschwister von Bülow auf Gudow. Ende 1857 übergab er den Gudower Guterkomplex an Friedrich Gottlieb von Bülow.
Am 16. September 1881 wurde er für sich und seine Nachkommen nach dem Recht der Erstgeburt und gebunden an den Besitz des Fideikommiss Kühren mit Wilhelminenhof in den preußischen Grafenstand erhoben.

## Familie
Detlev von Bülows Verlobung mit Johanna von der Schulenburg, einer Tochter von Leopold Wilhelm von der Schulenburg auf Gut Priemern, endete 1831 mit ihrem frühen Tod. Seit 1834 war er verheiratet mit ihrer jüngeren Schwester Helene (1817–1870), Oberhofmeisterin der Großherzogin Auguste. Das Paar hatte drei Söhne, von denen Joachim Werner (1840–1909) Kühren erbte. Nachkommen leben bis heute auf Kühren.

## Auszeichnungen
- Großkreuz des Hausordens der Wendischen Krone mit der Krone in Gold[5]
- Kronen Orden I. Klasse
- Militär-Verdienstmedaille (1814)
- Kriegsdenkmünze 1808–1815
  - mit silberner Jubiläumsschnalle von 1863
- Ehrenritter des Johanniterordens
- Kommandeur des Dannebrogordens 1840